# Sporthaus Schuster
Das Sporthaus Schuster in der Nähe des Münchner Marienplatzes ist ein Geschäft für Sportkleidung und Sportartikel. Es wurde 1913 von August Schuster gegründet. Das Unternehmen stattete zahlreiche Expeditionen aus und ist in diesem Bereich international bekannt.

## Geschichte
Das Sportgeschäft wurde am 22. April 1913 in der Rosenstraße 6 (heute Rosen-Apotheke) eröffnet und nach und nach weiter ausgebaut.

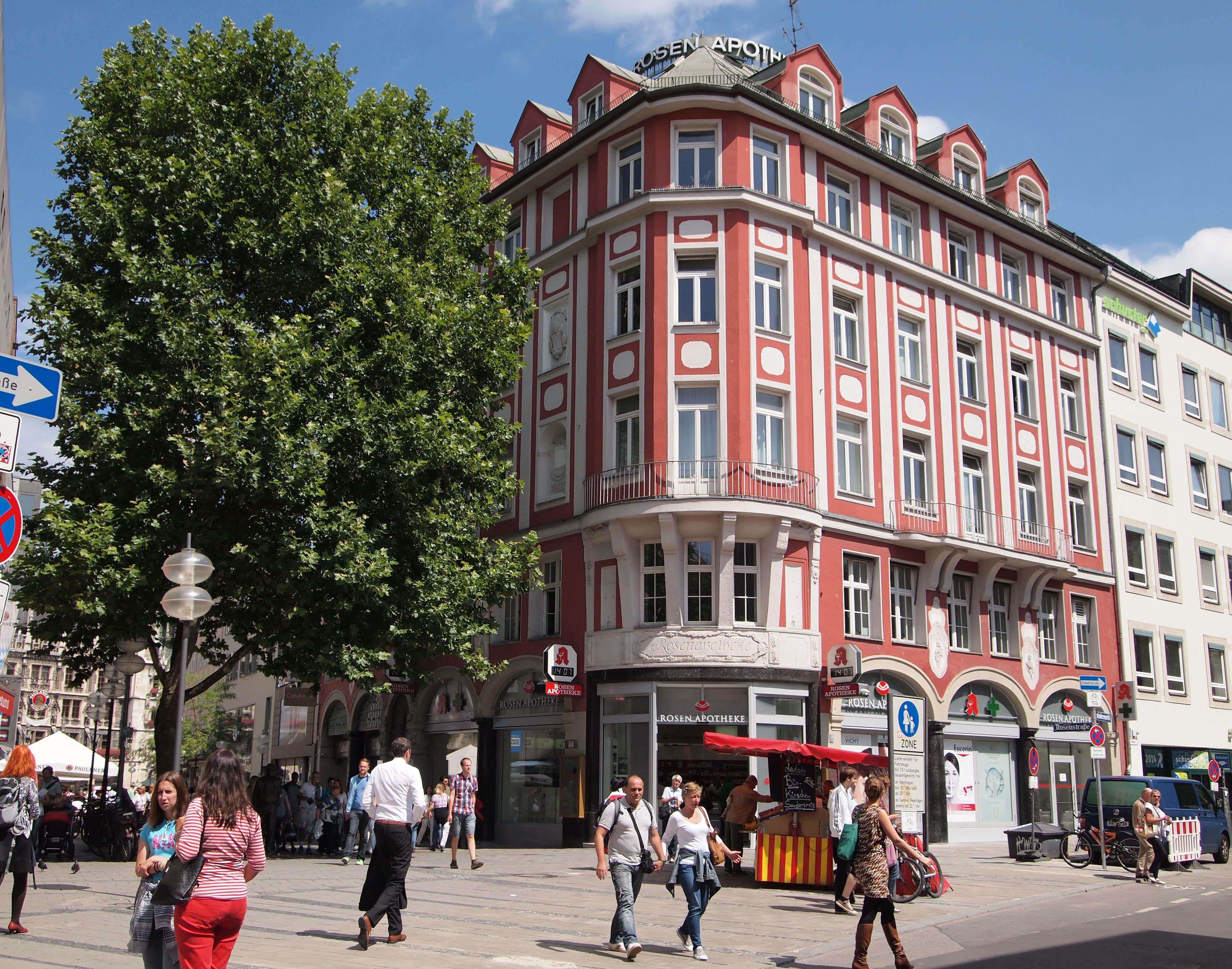
Gründerhaus Rosenstraße 6; heute Rosen Apotheke; zwischen Rosenstraße 1-5 (li.) und Rindermarkt 13 (re.); beides heute Sporthaus Schuster

Der Gründer, August Schuster (* 3. Jan. 1883, † 1. Sept. 1955), war selbst Bergsteiger. Er gehörte unter anderem 1908 zu den Gründungsmitgliedern der Sektion Bergland des Deutschen Alpenvereins und war zwölf Jahre lang deren Vorsitzender. Das August-Schuster-Haus am Pürschling ist ihm gewidmet. Schuster entwickelte unter der Marke ASMü (August Schuster München) selbst Sportartikel, beispielsweise eine Skibindung, spezielle Sohlen für Kletterschuhe, das Perlon-Kernmantelseil, das das Hanfseil ablösen sollte, und weitere Bergsportprodukte wie Trapezhaken und Leichtsteigeisen. 1963 löste der Slogan „Freizeit und Sport“ das Markenzeichen ASMü ab, das aber nie gänzlich aufgegeben wurde. Schuster war bei Berg- und Auslandsexpeditionen wie der Vorbereitung der deutschen Hindukusch-Expedition 1935 und der deutschen Antarktischen Expedition 1938/39 bei der technischen Vorbereitung beteiligt.

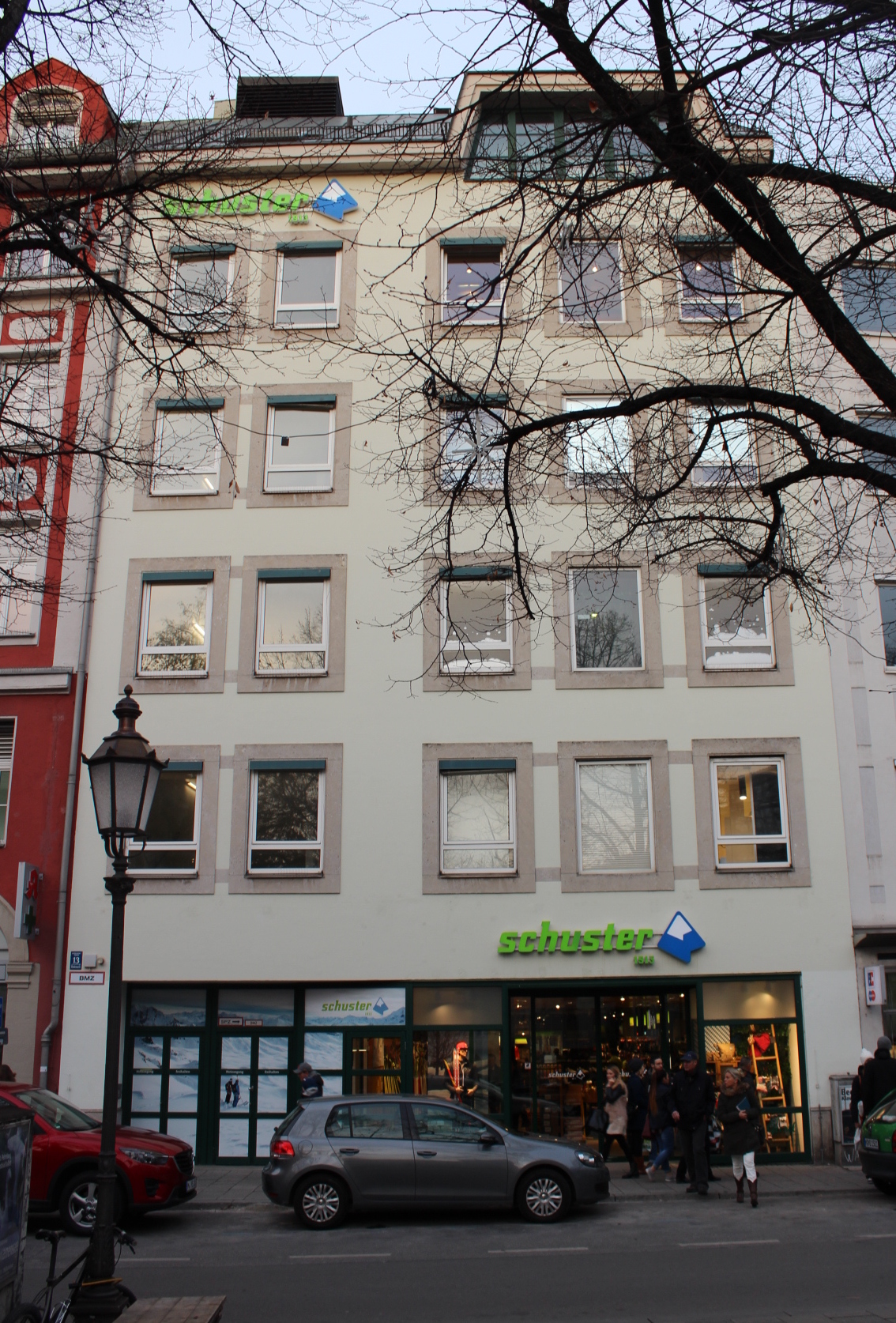
Nebeneingang Rindermarkt 13

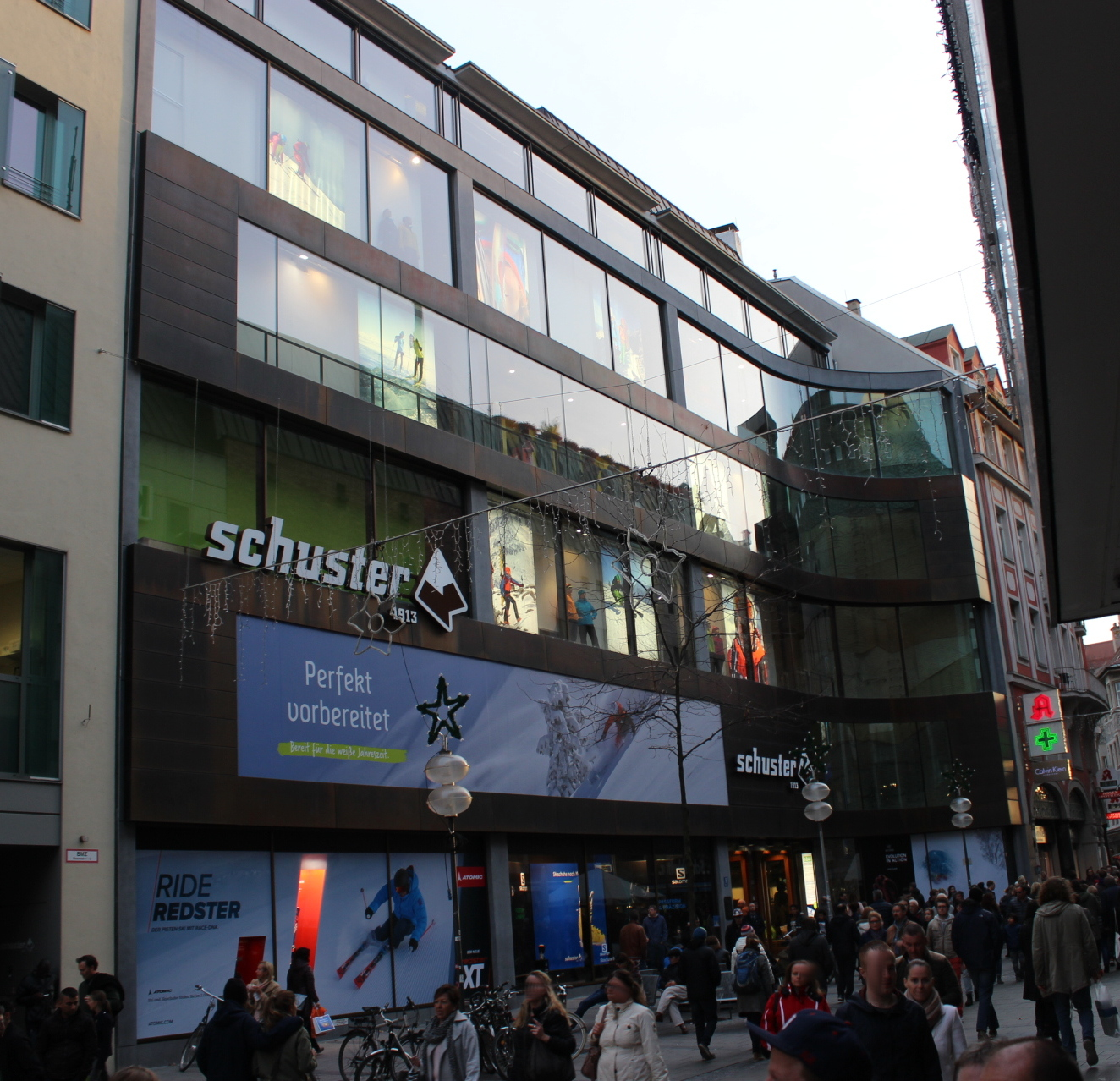
Haupteingang Rosenstraße 1–5

Im Zweiten Weltkrieg wurde das Geschäft völlig zerstört. Nach dem Wiederaufbau wuchs das „Sporthaus des Südens“, wie sich das Geschäft auch nannte, weiter, erhielt ein zweites und drittes Geschoss, und dehnte sich 1955 in die Rosenstraße 5 und 1956/1957 auf den Rindermarkt 13 aus. Das Kernmantelseil bot Schuster erstmals im Versandkatalog 1949/1950 an. Es war ab Dezember 1949 verfügbar. Die Fachzeitschrift Alpin bezeichnete das Kernmantelseil als „Meilenstein“. Neben Stubai (Österreich) und Cassin (Italien) war Schuster bzw. ASMü der größte Karabinerhakenhersteller der Nachkriegszeit.
Nach dem Tod August Schusters im Jahr 1955 übernahm der damals 34-jährige Gustl Schuster das Haus; er war bereits 1938 in die Firma eingetreten. Heute befindet sich das Sporthaus in der Rosenstraße 3–5. Wie auch sein Vater, arbeitete er eng mit dem Deutschen Alpenverein (DAV) der Bergwacht Bayern zusammen und war gut befreundet mit dem Bergwacht-Pionier Ludwig Gramminger. Gustl Schuster war seit 1948 verheiratet mit Evi Schuster (* 1927 in Pullach), Tochter von Josef Mauder. Auch die Entwicklung der Bergsteigerausrüstung schritt voran. Der Nanga-Parbat- und Broad-Peak-Erstbesteiger Hermann Buhl war ab 1952 Fachverkäufer im Sporthaus Schuster. Seine erfolgreiche Erstbesteigung des Nanga Parbat führte zu einem lokalen, überregional wahrgenommenen Werbekrieg zwischen dem Sporthaus Schuster und dem Münchner Konkurrenzunternehmen SportScheck. Nachdem SportScheck damit warb, dass Buhl Mitarbeiter im eigenen Hause war, konterte auch das Sporthaus Schuster mit Werbung, dass Buhl zum Zeitpunkt der Erstbesteigung 1953 noch Mitarbeiter im eigenen Hause war. Auch von dem Bergsteiger Lothar Brandler ist bekannt, dass er nach dem Verlassen der DDR in den 1950er Jahren als Teilzeitverkäufer im Hause tätig war.
Schon in den 1960er Jahren wurde das Expeditionsgeschäft auch auf den Bereich des Massentourismus ausgeweitet. Im 5. Obergeschoss betreibt die DAV-Sektion München eine ihrer zwei Servicestellen.
In dritter Generation wurde Flori Schuster (* 1955) im Jahr 1984 Chef des Sporthauses. Er war seit dem Tod des Vaters Gustl Schuster (1974) persönlich haftender Gesellschafter der Firma, für die (1974–1984) ein externer Geschäftsführer bestellt war.

## Aktuelle Situation
2003 schloss sich das Unternehmen mit dem Traditionshaus und bayerischen Hoflieferanten Sport Münzinger zusammen, das auf eine noch längere Familienhistorie zurückblicken kann. Zur Unternehmensgruppe gehört neben den beiden Sportunternehmen noch die Schuster Verwaltungs-GmbH & Co. KG und die Schuster Beteiligungsgesellschaft mbH.
Nach 17 Monaten Planungs- und Umbauphase eröffnete Schuster München 2006 neu. Von den ursprünglich verbundenen Geschäftshäusern wurden die Gebäude Rosenstraße 3–5 abgerissen und beim Neubau das Gebäude am Rindermarkt miteinbezogen. Im Haus befindet sich seit der Neueröffnung auch eine 25 Meter hohe Inhouse-Kletterwand. Im Jahr 2015 schloss sich das Sporthaus Schuster mit den Unternehmen Hirmer, Kustermann, Bettenrid und Kaut-Bullinger zur Wertegemeinschaft „Münchens erste Häuser“ zusammen. Sporthaus Schuster zählt zu den größten Mitgliedern der Intersport Deutschland eG.
Die Geschäftsführung kündigte im Juni 2020 die Schließung der Filiale Sport Münzinger im Rathaus am Münchner Marienplatz Ende 2020 an. Zum einen beklagte das Unternehmen starke Umsatzeinbußen, die der Corona-Pandemie 2020 geschuldet waren (insbesondere fehlende Einnahmen durch Touristen). Zum anderen wirkte sich die nachlassende Nachfrage nach Fußballfanartikeln negativ auf das Geschäftsergebnis aus, die der Geschäftsführer Flori Schuster auf Fehlentscheidungen und Querelen in der Verbandspolitik von UEFA und FIFA zurückführte (beispielsweise die Entscheidung, die WM nach Katar zu vergeben). Da sich die Filiale nach einer Neupositionierung auf Fußballartikel spezialisiert hatte, wirkte sich das Fernbleiben der Fußballfans besonders auf dieses Ladengeschäft aus. Als weiterer Schließungsgrund wurde die in unmittelbarer Nähe geplante Erlebniswelt des FC Bayern München genannt.

### Geschäftsführung
Seit April 2021 wird das Unternehmen von Rainer Angstl und Konstantin Rentrop geleitet. Sie übernahmen die Geschäftsführung von Flori Schuster, der nach über 36 Jahren aus dem operativen Geschäft ausschied.

### Familiennachfolge
Am 1. Mai 2025 trat Benedikt Schuster, Vertreter der vierten Generation der Inhaberfamilie, als Teamlead Disposition ins Unternehmen ein. Er soll mittelfristig auf eine Führungsrolle im Familienunternehmen vorbereitet werden.

### Sortimentserweiterung: Running-Abteilung
Nach einem umfangreichen Umbau eröffnete das Sporthaus Schuster im Jahr 2023 eine neue Running-Abteilung auf einer gesamten Etage. Das Geschäft bezeichnet diese als die größte ihrer Art in München. Angeboten werden Laufschuhe, Bekleidung, GPS-Uhren sowie Laufanalysen.

### Community-Initiative „Schuster Team 1913“
Im Jahr 2023 wurde das „Schuster Team 1913“ ins Leben gerufen – eine Community-Initiative, die regelmäßige Veranstaltungen wie Lauftrainings, Wanderungen, Rennradausfahrten und Vorträge organisiert. Die Aktivitäten richten sich an sportinteressierte Kundinnen und Kunden und werden von einem festen Team begleitet. Die Veranstaltungen bieten die Möglichkeit Produkte zu testen und mit Athleten in Kontakt zu kommen.

### Sponsoring und Events
Sporthaus Schuster ist seit mehreren Jahren Hauptsponsor des Tegernseelaufs, der jährlich im Herbst stattfindet.
Im Jahr 2025 wurde zudem eine Partnerschaft mit dem Marathon München bekanntgegeben. Das Unternehmen unterstützt unter anderem Trainingsangebote und bietet regelmäßige Community-Runs als Training an.